# Schildprachtwever
De schildprachtwever (Malimbus scutatus) is een zangvogel uit de familie Ploceidae (wevers en verwanten).

## Verspreiding en leefgebied
De soort telt twee ondersoorten:
- M. s. scutatus: van Sierra Leone tot Ghana.
- M. s. scutopartitus: van Benin tot zuidwestelijk Kameroen.